# Joseph O’Brien
Joseph O’Brien (* 1894 oder 1895; † 30. März 1945 in New York) war ein US-amerikanischer Filmproduzent, Filmregisseur und Filmeditor, der 1946 für den Kurzfilm Your National Gallery für einen Oscar nominiert war.

## Leben
O’Brien produzierte 1934 seinen ersten Dokumentarkurzfilm Monkey Shines für Paramount Pictures. Daran schlossen sich in den folgenden Jahren diverse Folgen der Dokumentar-Kurzfilm-Reihe Stranger Than Fiction an, produziert für Universal Pictures, sowie Folgen der Dokumentarfilm-Kurzreihe Going Places with Graham McNamee. O’Brien arbeitete fast nur im Bereich von Kurzfilmen bzw. Dokumentar-Kurzfilmen und war sowohl als Produzent, als auch als Regisseur und Editor tätig. 
Mehrfach arbeitete er mit Thomas Mead zusammen, so auch in ihrem gemeinsamen Kurzfilm Your National Gallery, für den beide 1946 in der Kategorie „Bester Kurzfilm“ (1 Filmrolle) für einen Oscar nominiert waren, der jedoch an Herbert Moulton und Stairway to Light, eine Kurzbiografie über den französischen Psychiater Philippe Pinel, ging. Eine Teilnahme an der Oscarverleihung verblieb O’Brien, der 1945 verstorben war, versagt.

## Filmografie (Auswahl)
als Produzent
- 1934: Monkey Shines (Dokumentar-Kurzfilm)
- 1935, 1936: Stranger Than Fiction, #6 bis #19, (Dokumentar-Kurzfilme)
- 1939: Going Places with Graham McNamee #58 + # 59, (Kurzfilm und Dokumentar-Kurzfilm)
- 1939: Stranger Than Fiction, #59, 69 + 70 (Kurzfilme)
- 1939: Going Places with Graham McNamee #60, #66 + #69, #70, #72 (Dokumentar-Kurzfilme und Kurzfilme)
- 1940: Peñíscola, baluarte del Papa Luna (Dokumentar-Kurzfilm)
- 1940: Going Places with Graham McNamee, #79 + #88 (Dokumentar-Kurzfilme)
- 1941: Stranger Than Fiction, #87, #88, #89 (Dokumentar-Kurzfilme)
- 1941: Variety Views, #94, #95 (Dokumentar-Kurzfilme)
- 1941: Universal Variety Views, No. 93 (Dokumentar-Kurzfilm)
- 1941: Stranger Than Fiction 6371: Shampoo Springs (Kurzfilm)
- 1942: Stranger Than Fiction, #102
- 1942: Menace of the Rising Sun (Dokumentar-Kurzfilm)
- 1942: King of ’49ers (Dokumentar-Kurzfilm)
- 1942: Human Sailboat (Dokumentar-Kurzfilm)
- 1942: Double Talk Girl (Kurzfilm)
- 1942: Arsenal of Might (Dokumentar-Kurzfilm)
- 1942: Roar, Navy, Roar (Dokumentar-Kurzfilm)
- 1943: The Armless Dentist (Dokumentar-Kurzfilm)
- 1944: The Barefoot Judge (Dokumentar-Kurzfilm)
- 1944: Aviation Expert: Donald Douglas (Dokumentar-Kurzfilm)
- 1945: Author in Babyland (Kurzfilm)
- 1945: Your National Gallery (Kurzfilm)
- 1945: ABC Pinup (Kurzfilm)
- 1947: Variety Views, #158 (Dokumentar-Kurzfilm, eher produziert, zusammen mit Thomas Mead)

als Regisseur
- 1941: Variety Views (1941–1942 Season) # 2: Northern Neighbors (auch Produzent)
- 1941: Stranger Than Fiction 6372: The Hermit of Oklahoma (Kurzfilm; auch Editor + Produzent)
- 1941: Stranger Than Fiction 6373: The Candy Kid (Kurzfilm; auch Editor + Produzent)
- 1941: Stranger Than Fiction 6374: Junior Battle Fleet (Kurzfilm; auch Editor + Produzent)
- 1942: Keys to Adventure (Dokumentar-Kurzfilm, auch Produzent)
- 1942: Cavalcade of Aviation (Dokumentar-Kurzfilm, auch Produzent)
- 1942: Trouble Sport of the East (Dokumentar-Kurzfilm, auch Produzent)
- 1942: Canadian Patrol (Dokumentar-Kurzfilm, auch Produzent)
- 1942: Jail Hostess (Dokumentar-Kurzfilm, auch Produzent)
- 1942: Spirit of Democracy (Dokumentar-Kurzfilm, auch Co-Produzent)
- 1942: New Era in India (Dokumentar-Kurzfilm, auch Co-Produzent)
- 1942: Western Whoopee (Dokumentar-Kurzfilm, auch Co-Produzent)
- 1943: Winter Sports Jamboree (Dokumentar-Kurzfilm, auch Co-Produzent)
- 1943: Variety Views, # 116 (Dokumentar-Kurzfilm, auch Produzent)
- 1943: Mother of Presidents (Dokumentar-Kurzfilm, auch Co-Produzent)
- 1943: Hungry India (Dokumentar-Kurzfilm, auch Co-Produzent)
- 1943: Mirror of Sub-Marine Life (Dokumentar-Kurzfilm, auch Co-Produzent)
- 1943: Confusion in India (Dokumentar-Kurzfilm, auch Co-Produzent)

## Auszeichnung/Nominierung
- 1946: Oscarnominierung für Your National Gallery
zusammen mit Thomas Mead